# Loin d’ici
A Loin d’ici (magyarul: Messze innen) az osztrák Zoë dala, mellyel Ausztriát képviselte a 2016-os Eurovíziós Dalfesztiválon, Stockholmban. A dal az ORF által szervezett nemzeti döntőben nyerte el az eurovíziós indulás jogát 2016. február 12-én.

## Eurovíziós Dalfesztivál
A dalt az Eurovíziós Dalfesztiválon először a május 10-i első elődöntőben adta elő, fellépési sorrendben tizenkettedikként az Ciprust képviselő Minus One Alter Ego című dala után, és a Észtországot képviselő Jüri Pootsmann Play című dala előtt. Az elődöntőből a hetedik helyen jutott tovább a május 14-i döntőbe, ahol fellépési sorrendben huszonnegyedikként lépett fel a Grúziát képviselő Nika Kocharov & Young Georgian Lolitaz Midnight Gold című dala után, és az Egyesült Királyságot képviselő Joe & Jake You’re Not Alone című dala előtt. A pontozás során a zsűri szavazáson összesítésben a huszonnegyedik helyen végzett 31 ponttal, míg a nézői szavazáson a nyolcadik helyen végzett 120 ponttal, így összesítésben 151 ponttal a verseny tizenharmadik helyezettje lett. Ez volt az első és eddig egyetlen alkalom, hogy az Ausztriát képviselő dal franciául volt előadva a dalfesztiválon.
A következő osztrák induló Nathan Trent Running on Air című dala volt a 2017-es Eurovíziós Dalfesztiválon.